# Ujvári Janka
Ujvári Janka (Pécs, 1955. augusztus 17. –) Jászai Mari-díjas magyar bábművész, színésznő, a Bóbita Bábszínház örökös tagja.

## Életpályája
Pécsen született, 1955. augusztus 17-én. A helyi Janus Pannonius Gimnáziumban érettségizett. 1971-től a pécsi Bóbita Bábegyüttes tagja volt, 1981-től színésze, szerepelt a Pécsi Nemzeti Színházban is. A bábszínészképző Tanfolyamot 1983-ban végezte el. 1992-től a kecskeméti Ciróka Bábszínházban játszott. 
Elvégezte a Kecskeméti Óvónőképző Főiskolát is. 
1994-től ismét a pécsi Bóbita Bábszínház, majd 1998-tól a győri Vaskakas Bábszínház voltak pályájának állomásai. Rendezéssel is foglalkozik, óvodásoknak szerb, horvát és német nyelvű játékok szerkesztett változataiban vett részt. 2003-ban Jászai Mari-díjas lett.

## Színházi szerepeiből
- William Shakespeare: Hamlet... Színészkirályné
- Balázs Béla: Hétkirályfi... Boszorkány
- Petőfi Sándor: A helység kalapácsa... Szemérmetes Erzsók
- Grimm fivérek – Tótfalusi István: Hamupipőke... mostohalány
- Ladislav Fuks: A hullaégető... szereplő
- Heltai Gáspár: Az egér és az oroszlán... szereplő
- Kormos István: A Pincérfrakk utcai cicák... Mörrenmorcogi Micó
- Bánky Gábor: Álomútvesztő... Fűalatti Kusz
- Alan Alexander Milne – Kovács Ildikó: Micimackó... Malacka
- Grimm fivérek – Pozsgai Zsolt: Holle anyó... Genti néni; Holle anyó
- Tömöry Márta: A szelek ura és az esők úrnője... szereplő
- Bánd Anna – Devecseri Gábor – Nyina Vlagyimirovna Gernet: Aladdin csodalámpája... Aladdin anyja
- Sinkó Ferenc – Medgyessy Éva: A kutyafejű avagy Szent Kristóf legendája... Lovagné; Öregasszony; Dajka
- Markó Róbert: Az új nagyi... Nagyi
- Máté Angi: Az emlékfoltozók... szereplő
- Gimesi Dóra: A mindentlátó királylány... Királyné, XIII. (Teszetosza) Henrikné, Begónia
- Tasnádi István: Hapcikirály... Vajákos Mari

## Rendezéseiből
- Heindl Vera: A szépség és a szörnyeteg
- Lakatos Menyhért:  A hét szakállas farkas
- Pierre Gripari – Fábián György: Mesék a Broca utcából
- Kocsis Rozi: Bábalelte babona
- Fábián György: Csipkerózsika, az alvó szépség

## Filmek, tv
- Árgyílus királyfi és Tündér Ilona (1985)... ördöglány

## Díjai, elismerései
- Szocialista Kultúráért (1981)
- Jászai Mari-díj (2003)
- Győr Művészetéért Díj (2018)
- A Bóbita Bábszínház örökös tagja [2]